# شانگ چونسونگ
شانگ چونسونگ (به انگلیسی: Shang Chunsong) ژیمناست زادهٔ ۱۸ مارس ۱۹۹۶ میلادی اهل کشور چین است.